# Körbecke (Borgentreich)
Körbecke ist ein Ortsteil der Stadt Borgentreich im Kreis Höxter in Nordrhein-Westfalen.

## Geographie

### Geographische Lage
Körbecke liegt in der Warburger Börde im Übergangsbereich zu den südlich und östlich anschließenden Beverplatten. Ein wesentlicher Teil der Gemarkungsgrenze bildet die Grenze zum benachbarten Bundesland Hessen. Neben dem Gut Dinkelburg im Westnordwesten gehören auch die nördlich gelegenen Gutshöfe Alt-Marienburg und Neu-Marienburg zu Körbecke. Durchflossen wird das Dorf vom Diemel-Zufluss Vombach. Nordwestlich des Dorfs liegt das von der Bezirksregierung Detmold ausgewiesene Naturschutzgebiet Körbecker Bruch, das etwa 93 ha groß ist.

### Nachbarortschaften
Umrahmt wird Körbecke im Westen von der Ortschaft Rösebeck und der Kernstadt Borgentreich, im Nordnordosten liegt die Ortschaft Bühne und im Nordosten Muddenhagen. Jenseits eines Waldes befinden sich die hessischen Dörfer Lamerden im Ostsüdosten und Ostheim im Südosten, beides Ortsteile der sich im Süden anschließenden Stadt Liebenau.

## Geschichte
Körbecke wurde als „Churbecke“ bereits um 750 erwähnt. Im 11. Jahrhundert wurden zwei Orte, Groß-Körbecke und Klein-Körbecke genannt. Groß-Körbecke entsprach der heutigen Ortslage. Der andere Ort verwüstete vermutlich zum Ende der Soester Fehde. 1660 wurde in Körbecke der spätere Propst von Grauhof und Generalprior der Windesheimer Kongregation Bernhard Goeken geboren. Sehenswert ist das Vogteigebäude des Klosters Marienmünster von 1748.
Der Ort gehörte bis zu den Napoleonischen Kriegen zur Richterei Borgentreich im Hochstift Paderborn. Von 1807 bis 1813 gehörte Körbecke zum Kanton Rösebeck im Departement der Fulda des Königreichs Westphalen. 1816 kam Körbecke zum neuen Kreis Warburg in der preußischen Provinz Westfalen, in dem die Gemeinde bis 1937 zum Amt Borgholz und danach bis 1974 zum Amt Borgentreich gehörte. Die katholische Pfarrkirche St. Blasius wurde 1898–1901 in neugotischen Formen nach Plänen von Lambert von Fisenne errichtet.
Am 1. Januar 1975 wurde Körbecke durch § 35 Sauerland/Paderborn-Gesetz in die Stadt Borgentreich eingegliedert, die gleichzeitig in den Kreis Höxter wechselte.

## Bekannte Söhne und Töchter
- Bernhard Goeken (* 1660 in Körbecke; † 1726 in Grauhof) deutscher Augustiner-Chorherr, Propst des Stifts Grauhof und Generalprior der Windesheimer Kongregation
- Franz-Joseph Derenthal (* 1797 auf Gut Marienburg in Körbecke; † 1879 in Marienmünster), Rittergutsbesitzer auf Gut Marienburg und Politiker
- Josef Jacobi (*  1945 in Körbecke) deutscher Bauer und Agrarpolitiker